# Bauchi
Bauchi (tidligere Yakoba) er hovedstad i den Nigerianske delstat med samme navn . Den ligger centralt i det afrikanske land, ved den nordøstlige ende af Josplateauet i 616 meters højde. Bauchis befolkningstal anslås i 2012 til 301.284 mennesker.
Et demonstrationsforbud mod den islamiske gruppe Boko Haram skabte i slutningen af juli 2009 en del uro i Bauchi som spredte sig til Yobe, Borno og andre steder i regionen. Mindst 200 mennesker misted på kort tid livet under urolighederne I delstaten Bauchi har der siden 2001 været indført Sharia.

## Eksterne kilder og henvisninger
1. ↑  Bevölkerungsdaten 2012
2. ↑  Taz.de arkiv
3. ↑  BBC

10°19′N 9°50′Ø / 10.317°N 9.833°Ø